# 홀로그램필름
홀로그램필름(HOLOGRAM FILM)은 대한민국의 록 밴드이다.

## 구성원
- 황윤진 (1988년 3월 25일) - 보컬
- 변선융단 (1990년 11월 6일) - 기타
- 강찬희 (1988년 3월 3일) - 베이스
- 박한솔 (1988년 8월 1일) - 드럼

## 음반

### EP (Mini Album)
- Fresh Light (2012년 5월 17일)
- Kate (2012년 11월 27일)

### 싱글
- Trip (2013년 7월 2일)

### Regular Album
- INTO THE WILD (2014년 4월 3일)

## 경력
- 2012년 Support Your Music 2012 선정
- 2012년 K-Rookies 선정

## 공연
- 2012년 지산 밸리 록 페스티벌 2012
- 2012년 인천 펜타포트 락 페스티벌
- 2012년 그랜드 민트 페스티벌
- 2012년 K-Rookies 파이널콘서트
- 2012년 카운트다운 판타지 2012-2013
- 2013년 K Rookies ALIVE 콘서트
- 2013년 뷰티풀 민트 라이프 2013
- 2013년 안산 밸리 록 페스티벌
- 2013년 그랜드 민트 페스티벌
- 2013년 2013 해피엔딩콘서트
- 2014년 뷰티풀 민트 라이프